# Колоніал-Пайн-Гіллс (Південна Дакота)
Колоніал-Пайн-Гіллс (англ. Colonial Pine Hills) — переписна місцевість (CDP) в США, в окрузі Пеннінґтон штату Південна Дакота. Населення — 1903 особи (2020).

## Географія
Колоніал-Пайн-Гіллс розташований за координатами 44°0′51″ пн. ш. 103°18′52″ зх. д. / 44.01417° пн. ш. 103.31444° зх. д. (44.014094, -103.314337).  За даними Бюро перепису населення США в 2010 році переписна місцевість мала площу 41,15 км², уся площа — суходіл.

## Демографія
Згідно з переписом 2010 року, у переписній місцевості мешкали 2493 особи в 887 домогосподарствах у складі 771 родини. Густота населення становила 61 особа/км².  Було 903 помешкання (22/км²).
Расовий склад населення:
| - 96,8 % — білих - 0,8 % — корінних американців - 0,8 % — азіатів |

До двох чи більше рас належало 1,2 %. Частка іспаномовних становила 2,1 % від усіх жителів.
За віковим діапазоном населення розподілялося таким чином: 26,0 % — особи молодші 18 років, 64,4 % — особи у віці 18—64 років, 9,6 % — особи у віці 65 років та старші. Медіана віку мешканця становила 44,3 року. На 100 осіб жіночої статі у переписній місцевості припадало 102,4 чоловіків;  на 100 жінок у віці від 18 років та старших — 98,9 чоловіків також старших 18 років.
Середній дохід на одне домашнє господарство  становив 104 152 долари США (медіана — 80 400), а середній дохід на одну сім'ю — 109 494 долари (медіана — 91 058). За межею бідності перебувало 6,7 % осіб, у тому числі 20,4 % дітей у віці до 18 років та 0,0 % осіб у віці 65 років та старших.
Цивільне працевлаштоване населення становило 1145 осіб. Основні галузі зайнятості: освіта, охорона здоров'я та соціальна допомога — 30,6 %, мистецтво, розваги та відпочинок — 15,8 %, роздрібна торгівля — 10,0 %, фінанси, страхування та нерухомість — 8,9 %.